# Кралски албатрос
Кралският албатрос (Diomedea epomophora) е вид птица от семейство Албатросови (Diomedeidae). Видът е световно застрашен, със статут Уязвим.

## Разпространение и местообитание
Разпространен е в Австралия, Аржентина, Бразилия, Нова Зеландия, Света Елена, Възнесение, Тристан да Куня, Уругвай, Фолкландски острови, Френски южни и антарктически територии, Хърд и Макдоналд, Чили, Южна Африка и Южна Джорджия и Южни Сандвичеви острови.